# Thick as Thieves
Thick as Thieves, även kallad The Code, är en amerikansk-tysk gangsterfilm från 2009 regisserad av Mimi Leder. Medverkar gör bland andra Morgan Freeman, Antonio Banderas och Radha Mitchell.

## Handling
Den erfarne konsttjuven Keith Ripley (Morgan Freeman) är i stort behov av pengar för att kunna betala tillbaka en skuld till en mäktig maffiamedlem. Han tar därför hjälp av tjuven Gabriel Martin (Antonio Banderas) för att stjäla två Fabergéägg. Samtidigt är polisen Weber (Robert Forster) Ripley på spåren.